# Muntioru Ursoaia
Muntioru - Ursoaia este o arie protejată (sit de importanță comunitară — SCI) din România (întinsă pe o suprafață de 155,9 ha, integral pe uscat) desemnată în scopul protejării biodiversității și menținerii într-o stare de conservare favorabilă a florei spontane și faunei sălbatice, precum și a habitatelor naturale de interes comunitar aflate în arealul acesteia.

## Localizare
Aria naturală se află în extremitatea nordică a județului Buzău (la limita teritorială cu județul Vrancea), pe teritoriul nordic al comunei Bisoca, în imediata apropiere de drumul național DN2R, care leagă localitatea Jitia de Vintileasca. Centrul sitului Muntioru Ursoaia este situat la coordonatele 45°35′56″N 26°40′00″E / 45.598789°N 26.666661°E.

## Înființare
Zona a fost declarată sit de importanță comunitară (ROSCI0127) prin Ordinul Ministerului Mediului și Dezvoltării Durabile Nr.1964 din 13 decembrie 2007 (privind instituirea regimului de arie naturală protejată a siturilor de importanță comunitară, ca parte integrantă a rețelei ecologice europene Natura 2000 în România) Arealul Muntioru Ursoaia a fost declarat sit de importanță comunitară pentru a proteja 6 specii de animale.

## Biodiversitate
Situată în ecoregiunea alpină din bazinul superior al pârâului Furu, aria protejată conține 2 habitate naturale: Păduri de fag Luzulo-Fagetum, Păduri acidofile de Picea de la nivel montan la nivel alpin (Vaccinio-Piceetea).
La baza desemnării sitului se află 6 specii protejate la nivel european și aflate pe lista roșie a IUCN; astfel:
- amfibieni (1): izvoraș-cu-burta-galbenă (Bombina variegata)
- mamifere (3): lupul (Canis lupus),[8] râs eurasiatic (Lynx lynx),[9] urs brun (Ursus arctos)[10], râs eurasiatic - Lynx lynx[11]
- nevertebrate (2): croitorul mare al stejarului (Cerambyx cerdo)[12], croitorul de fag (Rosalia alpina)[13]

Pe lângă speciile protejate aflate la baza desemnării sitului, pe teritoriul acestuia au mai fost identificate 4 specii de mamifere: cerb (Cervus elaphus), căprior (Capreolus capreolus), mistreț (Sus scrofa) și pisică sălbatică (Felis silvestris).

## Căi de acces
- Drumul județean DJ204C pe ruta: Bisoca - Jitia - drumul național DN2R spre Vintileasca.

## Monumente și atracții turistice

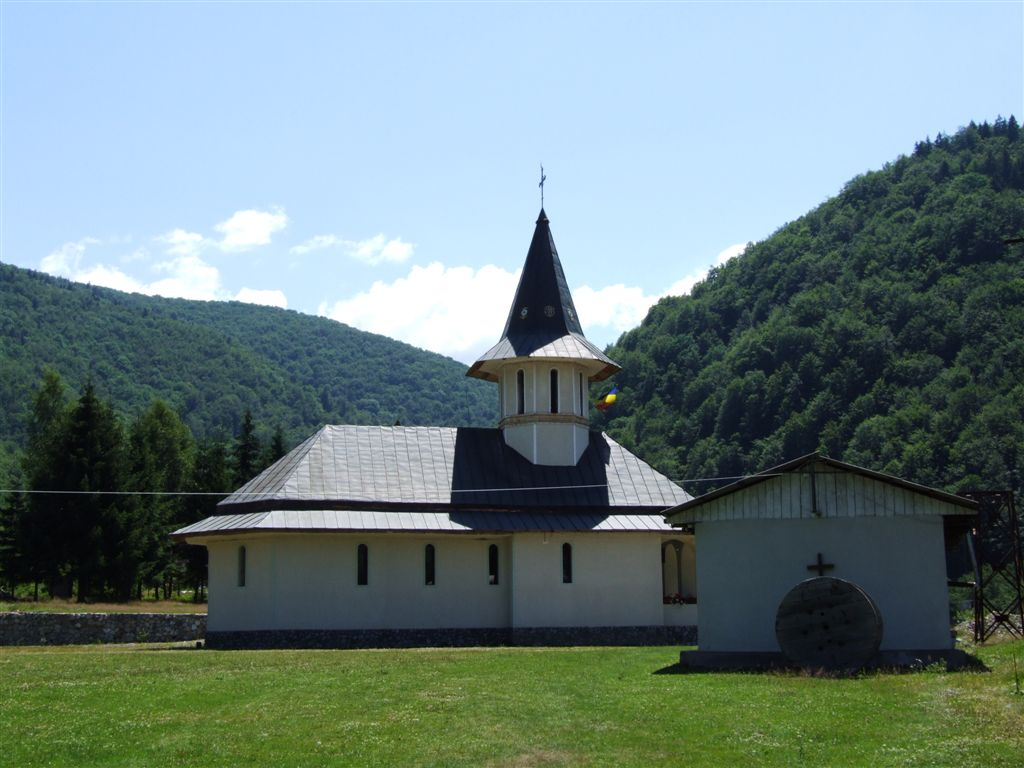
Mănăstirea Poiana Mărului

În vecinătatea sitului se află câteva obiective de interes istoric, cultural și turistic; astfel:
- Mănăstirea Poiana Mărului (monument istoric) cu hramul „Duminica Tuturor Sfinților” din satul Băltăgari, ctitorită în anul 1730 pe cheltuiala domnitorului Constantin Mavrocordat.
- Biserica de lemn "Nașterea Maicii Domnului" din Băltăgari, construcție 1777, monument istoric.
- Biserica de lemn din Găvanu cu hramul "Adormirea Maicii Domnului", construcție 1828, monument istoric.
- Rezervația naturală Pădurea Lacurile Bisoca, arie protejată de tip forestier, botanic și geologic ce adăpostește specii arboricole cu pin de pădure și un amfiteatru natural (în care se află o scenă construită din piatră și lemn) care găzduiește ocazional manifestări culturale de interes local.
- Platoul Meledic, arie protejată de interes național situată  pe teritoriul administrativ al comunelor Lopătari și Mânzălești.